# Wymondham

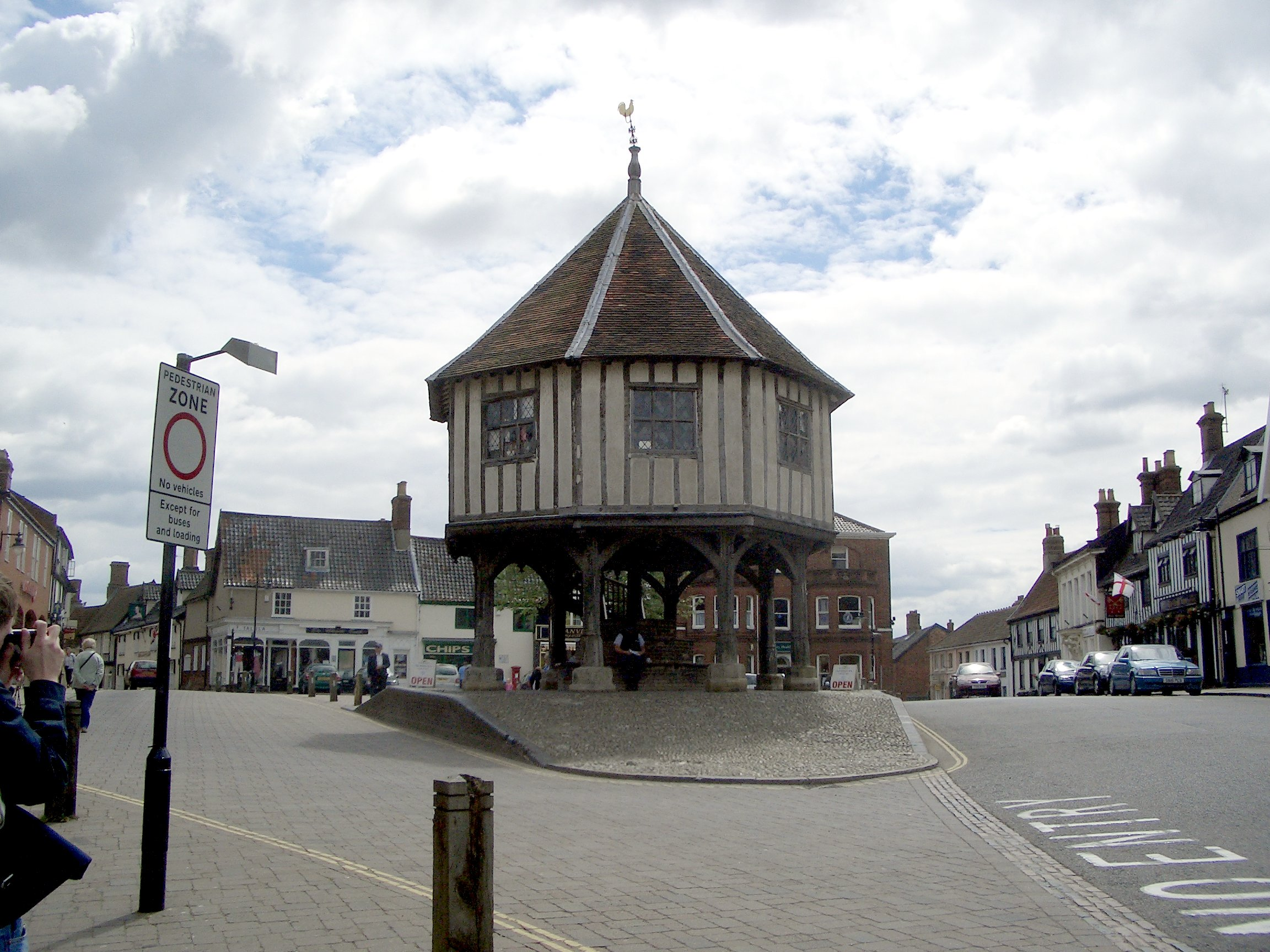
Ulica w Wymondham

Wymondham – miasto w Wielkiej Brytanii, w Anglii, w regionie East of England, w hrabstwie Norfolk. W 2011 r. miasto to na powierzchni 44,31 km² zamieszkiwało 14 405 osób.